# La Sentinella Bresciana
La Sentinella Bresciana è stato un quotidiano politico a carattere locale, organo di stampa del gruppo bresciano della Destra storica.

## Storia
(«La Sentinella», n. 2, 3 settembre 1859)

### Organo di stampa dei liberal moderati

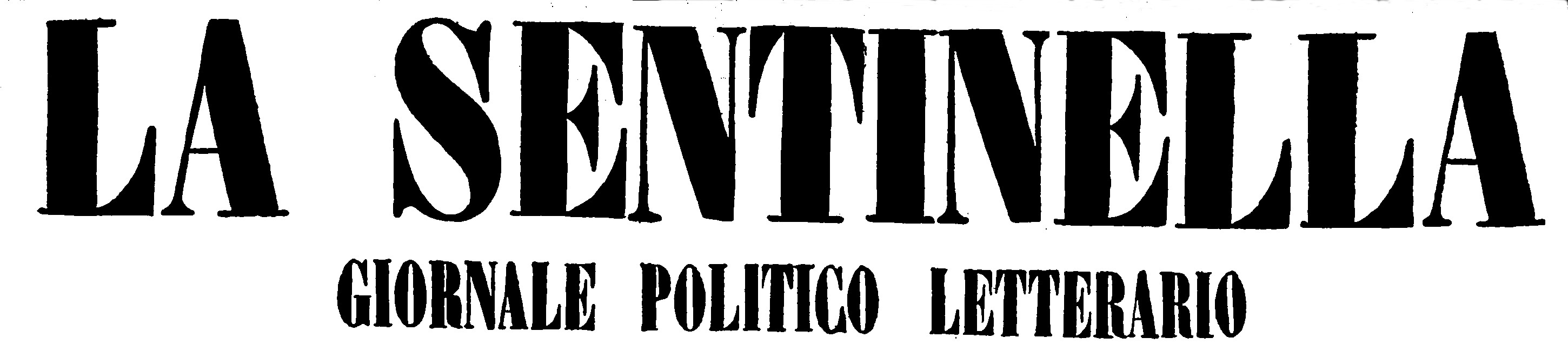
La testata del primo numero de «La Sentinella»

In una Brescia affidata all'amministrazione provvisoria del regno di Sardegna dopo l'esito della Seconda guerra d'indipendenza italiana, il 1º settembre 1859 uscì il primo numero de «La Sentinella», giornale politico e letterario. Il primo direttore fu Carlo Cocchetti che in precedenza era stato direttore del settimanale «L'Alba». Le pubblicazioni di quest'ultima rivista erano terminate nel mese di agosto per un dissidio fra i soci.
Il nuovo giornale, i cui numeri uscivano a cadenza trisettimanale il martedì, il giovedì e il sabato, offriva articoli di cronaca locale dando voce anche alle istanze risorgimentali del vicino Veneto. Politicamente si allineò presto alla Destra filocavouriana che a Brescia era rappresentata dal Circolo Politico, un club di notabili comprendenti tra gli altri Diogene Valotti, Tartarino Caprioli e Giovanni Battista Nicolini. In occasione delle elezioni amministrative del gennaio 1860, il giornale propagandò i nomi dei politici allineati al Circolo, mentre alle politiche del marzo 1860 appoggiò il nome di Cavour nel primo collegio elettorale cittadino.
Nell'aprile 1860, un gruppo dei membri del Circolo Politico costituì una società che si occupò di rilevare e potenziare la testata: poche settimane dopo, il 15 maggio 1860, iniziò la pubblicazione quotidiana e si aggiornò la testata in «La Sentinella Bresciana». Nei primi due anni di vita ebbe come concorrente sulla piazza bresciana il giornale della Sinistra locale: prima la «Gazzetta provinciale di Brescia» (1859-1860), che si rifaceva alla quasi omonima rivista pubblicata durante i moti del 1848, poi «L'Indicatore Bresciano» (1860-1861). Dopo l'improvvisa chiusura di quest'ultima testata, rimase l'unico quotidiano locale fino al 1º novembre 1870, quando si avviò la pubblicazione del quotidiano «La Provincia di Brescia», voluto dall'esponente principale della sinistra liberal progressista locale Giuseppe Zanardelli.

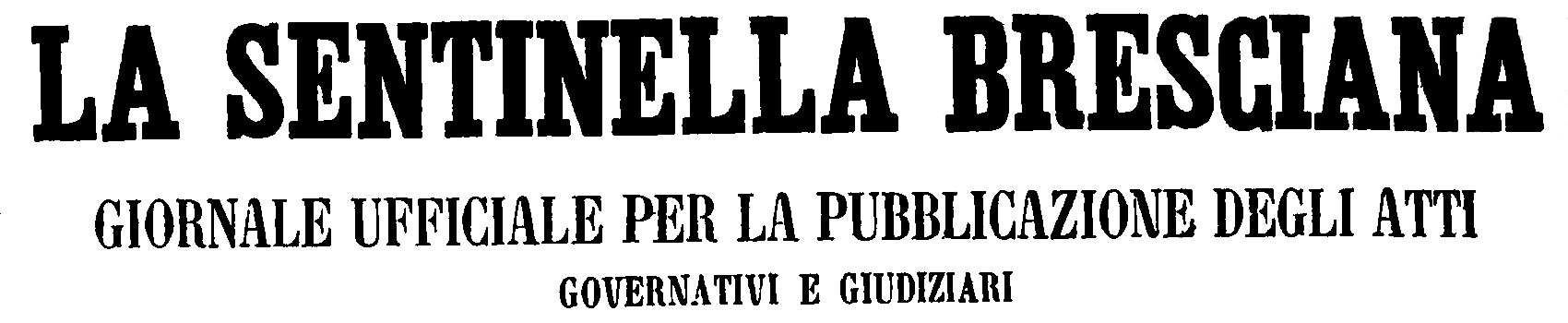
Dal 16 aprile 1861 «La Sentinella Bresciana» divenne il giornale ufficiale per la pubblicazione degli atti nella provincia di Brescia

Nel gennaio 1861, la precedente società fu rilevata da un'altra, composta da altre personalità del Circolo Politico, come Giovanni Martinengo di Villagana, Lodovico Bettoni-Cazzago e Giovanni Luscia. L'anno dopo, Luigi Botturelli divenne direttore del quotidiano e in poco tempo ne divenne il principale azionista: massone, il nuovo direttore inaugurò la linea anticlericale che avrebbe caratterizzato il giornale per un trentennio, terminando le collaborazioni con alcuni esponenti del clero bresciano, come Pietro Emilio Tiboni, che si erano mostrati vicini alle istanze liberali e risorgimentali.
Fino al marzo del 1876, «La Sentinella Bresciana» mantenne la linea propagandista dei candidati della Destra alla Camera dei deputati e dei consigli comunali e provinciali. In particolare, appoggiò le nomine sindacali di Gaetano Facchi, di Giovan Battista Formentini e di Giuseppe Salvadego. Dopo l'avvento del primo governo Depretis, al cui interno Zanardelli ricoprì l'incarico di Ministro dei Lavori Pubblici, «La Sentinella Bresciana» propugnò una linea di distensione nei confronti degli avversari della Sinistra.

### L'opposizione a Zanardelli e l'avvicinamento ai cattolici
Nel 1877 fu costituita una nuova società anonima che rilevò la proprietà della testata dagli eredi di Botturelli. Il 13 aprile dell'anno dopo nella piazza bresciana uscì il primo numero di un nuovo concorrente: «Il Cittadino di Brescia», giornale del gruppo politico cattolico locale che ebbe come principali esponenti Giuseppe Tovini, Giorgio Montini e Luigi Bazoli.
Alle elezioni politiche del 1882, Zanardelli decise di non rispettare il discorso di Stradella di Agostino Depretis ed escluse gli esponenti della Destra nel listino presentato dai ministeriali liberal progressisti nei collegi plurinominali di Brescia e di Verolanuova. «La Sentinella Bresciana» rispecchiò la volontà della Destra bresciana, riunita nell'Associazione Costituzionale, di rompere il clima di distensione e aprì una fase di dura contrapposizione tra le due forze politiche liberali che sarebbe durata per quasi un quarantennio. In Municipio si giunse alla costituzione di una "Giunta di resistenza" (1884-1885), retta dal liberal moderato Francesco Caprioli, in contrapposizione alla crescita di consenso elettorale della sinistra zanardelliana ottenuta grazie all'allargamento del suffragio. Dopo le elezioni comunali generali del 1885, nessun esponente moderato entrò nel consiglio comunale cittadino. Vi rientrarono solamente in occasione di quelle del 1889 che, grazie alla nuova legge elettorale, permise l'elezione di esponenti della minoranza nelle assemblee locali. 
Finita all'opposizione, la Destra bresciana si avvicinò ai cattolici e «La Sentinella Bresciana» abbandonò la linea anticlericale. Sostenuta da Bortolo Benedini, esponente dell'Associazione Costituzionale in quel periodo, e dai giovani politici liberal moderati Pietro Frugoni e Carlo Fisogni, nel 1893 la nuova alleanza si presentò alle elezioni amministrative parziali e risultò vincitrice a quelle di rinnovo generale dei consigli provinciali e comunali che si tennero due anni dopo. «La Sentinella Bresciana», dal 1894 condotta da Giuseppe Borghetti, e il quotidiano dei cattolici divennero organi di stampa delle nuove maggioranze sia nel consiglio comunale, con la Giunta di Francesco Bettoni Cazzago, sia in quella provinciale, con la presidenza della Deputazione assegnata a Frugoni. I ruoli nelle due istituzioni locali furono ricoperti in larga parte da esponenti liberal moderati che però riconobbero all'elettorato cattolico il loro successo, per cui aprirono a temi cari a questi ultimi, come il finanziamento delle scuole cattoliche. Il giornale dei moderati polemizzò con «La Provincia», quando la giunta Bettoni Cazzago decise di sopprimere lo storico Collegio Peroni, municipalizzato per volontà dell'assessore zanardelliano Teodoro Pertusati nel 1881, a causa dell'orientamento anticlericale del suo gruppo docenti. A livello nazionale, la linea politica del giornale liberale si mantenne autonoma da quella del corrispondente cattolico: ad esempio, sostenne la guerra di Abissinia del 1896 e la repressione dei moti popolari del 1898.

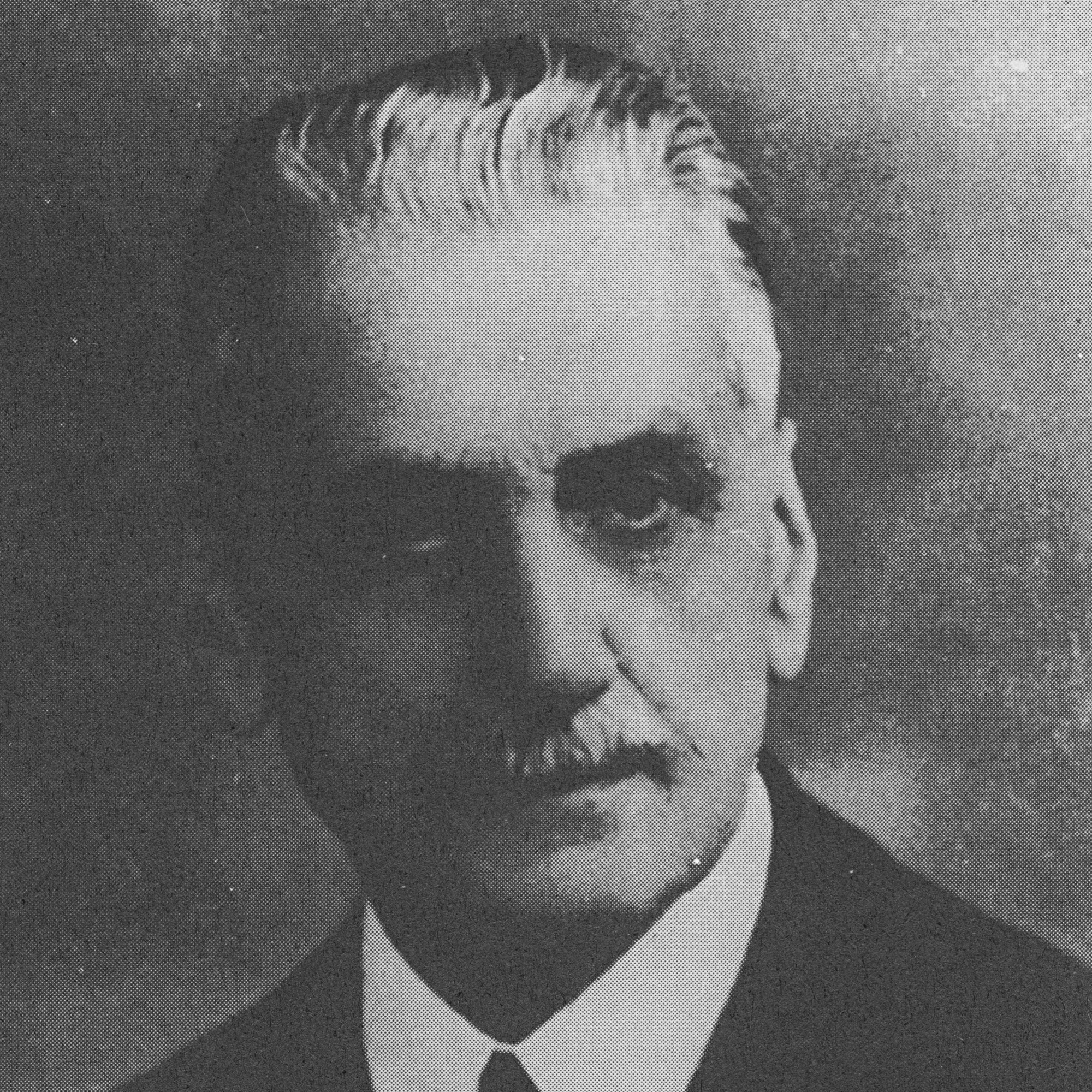
Marziale Ducos, direttore del giornale dal 1902 al 1925

### La Direzione Ducos
Nel 1902, Marziale Ducos divenne direttore in sostituzione del dimissionario Borghetti: sotto la sua conduzione, il giornale mantenne una linea di forte intransigenza nei confronti del Governo Zanardelli e di quelli di Giovanni Giolitti. Per molto tempo la linea politica fu vicina a quella di Antonio Salandra e del gruppo nazionalista, di cui il giornalista de «La Sentinella Bresciana» Arturo Reggio era stato uno dei fondatori della sezione bresciana assieme all'onorevole Frugoni. Sotto la direzione di Ducos alcuni importanti giornalisti e autori italiani collaborarono con la testata. Tra di essi: Ernesto Bertarelli, che scrisse numerosi articoli divulgativi sulla scienza, Luigi Chiarelli, Lucio D'Ambra, Eugenio Giovannetti, Sabatino Lopez, Filippo Meda, Nicola Moscardelli, Alfredo Panzini, Carola Prosperi e alcune critiche d'arte ad opera di Adolfo Venturi.
Nell'estate del 1914, «La Sentinella Bresciana»  propagandò l'ingresso dell'Italia nel conflitto bellico: all'inizio a fianco degli Imperi centrali contro la Francia, poi contro l'Impero austro-ungarico. Nell'immediato dopoguerra, mantenne la linea politica comune ai cattolici sia a livello locale, sostenendo le Giunte Mainetti e Reggio, sia a livello nazionale. In occasione delle politiche del 1919, il quotidiano sostenne il PPI il cui listino presentava due nomi di politici bresciani legati al gruppo liberal moderato bresciano: il prosindaco Reggio e l'onorevole Bonicelli i quali non riuscirono ad essere eletti.

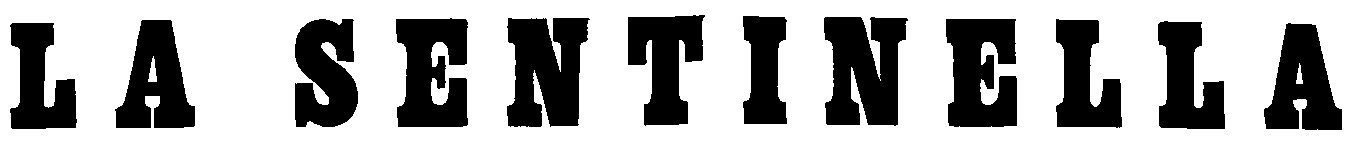
Con il numero del 21 gennaio 1921, il giornale riprese l'originaria testata de «La Sentinella»

Dopo la sconfitta elettorale, il giornale prese atto della forza crescente dei cattolici e della linea intrapresa dal PPI nei confronti del movimento operaio e contadino. Si ruppe così un'alleanza quasi trentennale e s'intraprese un avvicinamento con gli zanardelliani che portò a realizzare l'Unione Liberal Democratica Bresciana nel 1921. Alle politiche di quell'anno, il direttore Ducos fu eletto deputato nella lista dei Blocchi Nazionali. Nello stesso periodo il quotidiano sostenne anche le iniziative del movimento fascista: in un editoriale, Ducos definì la marcia su Roma del 1922 come il compimento del processo risorgimentale. Dopo le elezioni politiche del 1924, grazie alle quali Ducos fu confermato deputato, e l'omicidio dell'onorevole Giacomo Matteotti, il direttore cambiò idea, sostenuto da quella parte degli azionisti del giornale che si rifaceva alla linea politica storica a favore del liberalismo moderato e conservatore. Il 10 febbraio 1925 ci fu il primo sequestro del giornale da parte dell'autorità prefettizia, mentre nel dicembre dello stesso anno Ducos fu denunciato dagli azionisti di orientamento fascista che chiesero il sequestro delle proprietà del giornale. Il 31 dicembre 1925 uscì l'ultimo numero con un editoriale di commiato. Al momento della chiusura, il giornale era il più vecchio in attività della Lombardia e il terzo più antico d'Italia.

## Direttori
(«La Sentinella Bresciana», n. 49, 27 febbraio 1861)
- Carlo Cocchetti (1859-1860)
- Antonio Salvi (1860-1862)
- Luigi Botturelli (1862-1874)
- Angelo Galottini (1874-1891)
- Vittorio Emanuele Agnoletti (1891-1894)[1]
- Giuseppe Borghetti (1894-1902)
- Marziale Ducos (1902-1925)